# روائح ماري كلير
روائح ماري كلير هي الرواية السابعة للروائي التونسي الحبيب السالمي. صدرت الرواية لأوّل مرة عام 2008 عن دار الآداب للنشر والتوزيع في لبنان. تُرجمت الرواية إلى لغات عالمية عدة منها الإنجليزية والفرنسية والإيطالية والألمانية، ودخلت في القائمة النهائية «القصيرة» للجائزة العالمية للرواية العربية لعام 2009، المعروفة بجائزة «بوكر».

## حول الرواية
رواية تتابع تطور قصة عاطفية في كل مراحلها: منذ لحظة تبادل النظرات الأولى، وصولاً إلى الانفصال، مروراً بما يحكم العلاقة بين رجل وامرأة من غموض وتعقيدات وإرباكات تفضح هشاشة هذه العلاقة وسرعة عطبها. لحظة بلحظة، تلتقط التفاصيل الصغيرة التي تصنع، بتراكمها، العيش اليومي بكل أصالته وحقيقته: من الفطور الصباحي والعادات الشخصية المبتذلة، حتى رغبات الجسد وغرائزه وانفعالاته، تتقابل حضارتان وتصطدمان. حيث يتناول الروائي تيمة اللقاء أو الصدام الحضاري بين الشرق والغرب من طريق تصوير قصة حب بين ذكر عربي وأنثى غربية يرمز كل منهما إلى النظام القيمي الخاص بحضارته.

## إقتباسات من الرواية
جاء على لسان «محفوظ» الشخصية الرئيسية في الرواية متحدّثًا عن «ماري كلير»:
| روائح ماري كلير | لم أرها منذ ثلاثة أيّام. أعود إلى البيت في وقت متأخر فأجدها قد نامت. وفي الصباح عندما أفيق من النوم تكون قد غادرت الشقة. من الواضح أنّها هي أيضًا صارت تتجنّبني. قبل ذلك كنت أراها كل صباح تقريبًا. فما تحدثه من ضجيج وهي تتنقّل في الصالون أو تتناول الفطور أو تسقي النباتات يوقظني. أحيانًا تتطلّع إليّ وعلى شفتيها ما يشبه الابتسامة, أو تقول شيئًا ما عن حالة الطقس كما لو أنّها تخاطب نفسها. لكن منذ ثلاثة أيّام لا شيء يوقظني. أظلّ نائمًا حتى الساعة التي أشاء. ولا أدري كيف تفعل لكي لا تحدث ضجيجًا, فهي لم تغيّر عاداتها باستثناء فطور الصباح الذي اكتشفت أنّها صارت تتناوله في المطبخ. | روائح ماري كلير |

## ترجمة الرواية
تُرجمت هذه الرواية إلى العديد من اللغات، فيما يلي أبرز تلك الترجمات:
- الإنجليزية التي طبعت عام 2010 عن منشورات الجامعة الأمريكية في القاهرة، وقد قامت بترجمتها إلى الإنجليزية الكاتبة والقاصة الفلسطينية فدوى القاسم.[9][10][11]
- والفرنسية التي طبعت عام 2011 عن «دار أكت سود»، وقد قامت بترجمتها إلى الفرنسية المترجمة «فرانسواز نيرود».[12]
- والإيطالية صدرت عام 2013 عن «دار ميزوجيا»، وقد قاما بترجمتها كل من الإيطالية «إليزابيث بارتولي» و«ماركو سوافِه».[13]
- والألمانية صدرت عام 2013 عن «دار لينوس» وقد قام بترجمتها المستعرب الألماني «ريجينا كاراتشولي».[14][15][16]

## اُنظر أيضا
- نساء البساتين
- الجائزة العالمية للرواية العربية